# 普賴斯冰原島峰
67°57′S 62°43′E / 67.950°S 62.717°E
普賴斯冰原島峰（英語：Price Nunatak）是南極洲的冰原島峰，位於麥克羅伯特森地，處於特里林峰北端，屬於弗拉姆山脈的一部分，挪威製圖師根據該國探險隊繪入地圖，現時由南極條約體系管理。